# Circuito de Albi

El circuito de Albi actualmente

El Circuito de Albi es un circuito de carreras cerca de la ciudad de Le Sequestre, cerca del pueblo de Albi, región de Mediodía-Pirineos, Francia, unos 80 km al noreste de Toulouse. El circuito cuenta con 70 años de historia en el automovilismo.
Cuenta con 3.573 metros de recorrido, y se construyó sobre una pista de aterrizaje llamada Albi-El Receptor.

## Les Planques

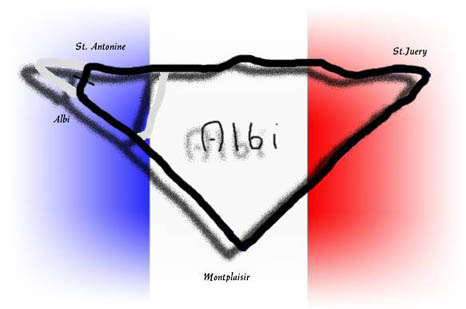
Circuito de Albi (Les Planques)

Inaugurado en 1933, el circuito de Albi Planques se convirtió rápidamente en un clásico de los coches de carrera de especialidad. Esta prueba se ejecutaba en un accidentado y estrecho circuito. El circuito triangular estaba cerca de Albi, Francia.
El inicio se dio en el lado más corto del triángulo, cerca de Albi, después de una curva a la derecha, el circuito fue la pasó de Saint-Antoine y se subió a la aldea de Saint-Juéry, un alfiler que hacía seguir camino al sur y cruzar una vía férrea seguido por un bache. Había una larga recta, que acababa en Montplaisir, donde una curva llevaba de vuelta a Albi.
Después de la guerra, el Gran Premio de Albi siguió siendo una carrera de Fórmula 1 fuera del campeonato. El circuito fue acortado en el año 1951. Después del accidente en Le Mans en 1955, la pista fue cerrada oficialmente. Las carreras de coches en 1959, fueron trasladadas al nuevo circuito de Albi, construido al oeste de la ciudad, en primer lugar para la Fórmula 2 y Fórmula 3.

## Principales eventos en Les Planques
| Fecha                | Categoría   | Prueba                             | Pilotea                |
| -------------------- | ----------- | ---------------------------------- | ---------------------- |
| 27 de agosto de 1933 | Réglt A-G   | 1.º Grand Prix d'Albi              | Pierre Veyron          |
| 22 de julio de 1934  | Réglt A-G   | 2.º Grand Prix de Albi             | R.E.L Featherstonhaugh |
| 22 de julio de 1934  | Réglt A-G   | 2.º Grand Prix de Albi Voiturettes | Pierre Veyron          |
| 14 de julio de 1935  | Réglt A-G   | 3.º Grand Prix d'Albi              | Pierre Veyron          |
| 12 de julio de 1936  | Réglt A-G   | 4.º Grand Prix d'Albi              | Prince Bira            |
| 11 de julio de 1937  | Réglt A-G   | 5.º Grand Prix d'Albi              | Raymond Mays           |
| 10 de julio de 1938  | Réglt A-G   | 6.º Grand Prix d'Albi              | Luigi Villoresi        |
| 16 de julio de 1939  | Réglt A-G   | 7.º Grand Prix d'Albi              | John Wakefield         |
| 14 de julio de 1946  | Réglt A-G   | 8.º Grand Prix d'Albi              | Tazio Nuvolari         |
| 13 de julio de 1947  | Formule 2   | 9.º Grand Prix d'Albi              | Louis Rosier           |
| 29 de agosto de 1948 | Réglt A-G   | 10.º Grand Prix d'Albi             | Luigi Villoresi        |
| 10 de julio de 1949  | Réglt A-G   | 11.º Grand Prix d'Albi             | Juan Manuel Fangio     |
| 16 de julio de 1950  | Hors Champ. | 12.º Grand Prix d'Albi             | Louis Rosier           |
| 5 de agosto de 1951  | Hors Champ. | 13.º Grand Prix d'Albi             | Maurice Trintignant    |
| 1 de junio de 1952   | Hors Champ. | 14.º Grand Prix d'Albi             | Louis Rosier           |
| 31 de mayo de 1953   | Formule 2   | 15.º Grand Prix d'Albi             | Louis Rosier           |
| 29 de mayo de 1955   | Hors Champ. | 17.º Grand Prix d'Albi             | André Simon            |

## Principales eventos en el nuevo Albi
| Fecha                    | Categoría         | Prueba                                     | Piloto               |
| ------------------------ | ----------------- | ------------------------------------------ | -------------------- |
| 31 de mayo de 1959       | Fórmula Junior    | 18.º Grand Prix du Midi Pyrénées Languedoc | Colin Davis          |
| 12 de junio de 1960      | Formule Junior    | 19.º Grand Prix du Midi Pyrénés Languedoc  | Henry Taylor         |
| 8 de septiembre de 1962  | Hors Champ.       | 21.er Grand Prix de Albi                   | Henri Oreiller       |
| 13 de septiembre de 1964 | Fórmula 3 Europea | 1.ª Coupe Internationale de Vitesse        | Henri Grandsire      |
| 13 de septiembre de 1964 | Fórmula 2         | 23.er Grand Prix d'Albi                    | Jack Brabham         |
| 26 de septiembre de 1965 | Fórmula 3 Europea | 2.ª Coupe Internationale de Vitesse        | Jean-Pierre Jaussaud |
| 26 de septiembre de 1965 | Fórmula 2         | 24.º Grand Prix d'Albi                     | Jim Clark            |
| 26 de septiembre de 1965 | Hors Champ.       | 24.º Grand Prix de Albi Sports             | Guy Ligier           |
| 25 de septiembre de 1966 | Fórmula 3 Europe  | 3.ª Coupe de Vitesse d'Albi                | Piers Courage        |
| 27 de septiembre de 1966 | Fórmula 2         | 25.º Grand Prix d'Albi                     | Jack Brabham         |
| 19 de marzo de 1967      | Fórmula 3 Europea | 1967 - Coupe d'Albi                        | Philippe Vidal       |
| 24 de septiembre de 1967 | Fórmula 3 Europea | 1967 - Coupe de Vitesse                    | Henri Pescarolo      |
| 24 de septiembre de 1967 | Fórmula 2         | 26.º Grand Prix d'Albi                     | Jackie Stewart       |
| 20 de octubre de 1968    | Fórmula 3 Europea | 5.ª Coupe Internationale de Vitesse d'Albi | François Cevert      |
| 20 de octubre de 1968    | Fórmula 2         | 27.º Grand Prix d'Albi                     | Henri Pescarolo      |
| 14 de septiembre de 1969 | Fórmula 3 Europea | 6.ª Coupe Internationale de Vitesse d'Albi | Tim Schenken         |
| 14 de septiembre de 1969 | Fórmula 2         | 28.º Grand Prix d'Albi                     | Graham Hill          |
| 26 de septiembre de 1971 | Fórmula 2         | 29.º Grand Prix d'Albi                     | Emerson Fittipaldi   |
| 24 de septiembre de 1972 | Fórmula 2         | 30.º Grand Prix d'Albi                     | Jean-Pierre Jaussaud |
| 16 de septiembre de 1973 | Fórmula 2         | 31.er Grand Prix d'Albi                    | Vittorio Brambilla   |
| 8 de septiembre de 2002  | F3 Francesa       | 6.º Grand Prix d'Albi (R1)                 | Tristan Gommendy     |
| 8 de septiembre de 2002  | F3 Francesa       | 6.º Grand Prix d'Albi (R2)                 | Tristan Gommendy     |